# Observatoire de Zvenigorod
L'observatoire de Zvenigorod ou station d'observation de Zvenigorod est un observatoire astronomique appartenant à l'académie des sciences de Russie. Il est situé à une soixantaine de km à l'ouest de Moscou , à une altitude de 184 m et a été exploité à partir de 1958. Le centre des planètes mineures lui a attribué le numéro 102.

## Histoire
L'observatoire a été créé dans le cadre du déploiement d'un vaste réseau de stations d'observation de satellites artificiels de la Terre. En 1958, il était situé sur l'ancien site de l'institut de géophysique appliquée, près du village voisin de Novoshikhovo. En 1964, il a été transféré vers un site permanent, en face du village de Loutsino, à 12 km de Zvenigorod.
Depuis 2009, l'observatoire organise traditionnellement des journées portes ouvertes début avril. Depuis 1991, le palais de la créativité de la jeunesse de Moscou loue un terrain avec un dôme d'observatoire doté d'un astrographe de 40 cm. Par ailleurs le site abrite l'observatoire national du club astronomique de Moscou depuis 2006.

## Principaux thèmes de recherche
La station a été créée comme base expérimentale pour la pratique des techniques d'observation des satellite, la recherche de solutions techniques pour la conception de nouveaux dispositifs et la formation des observateurs. L'observatoire a joué le rôle de centre de calcul pour le réseau d'observateurs par satellite répartis dans le monde entier. Les thèmes de travail sont :
- observation des satellites, notamment ceux en orbite géostationnaire ;
- étude de l'atmosphère terrestre ;
- géodésie spatiale ;
- débris spatiaux ;
- GPS — système mondial de navigation ;
- activités pédagogiques.

## Instruments

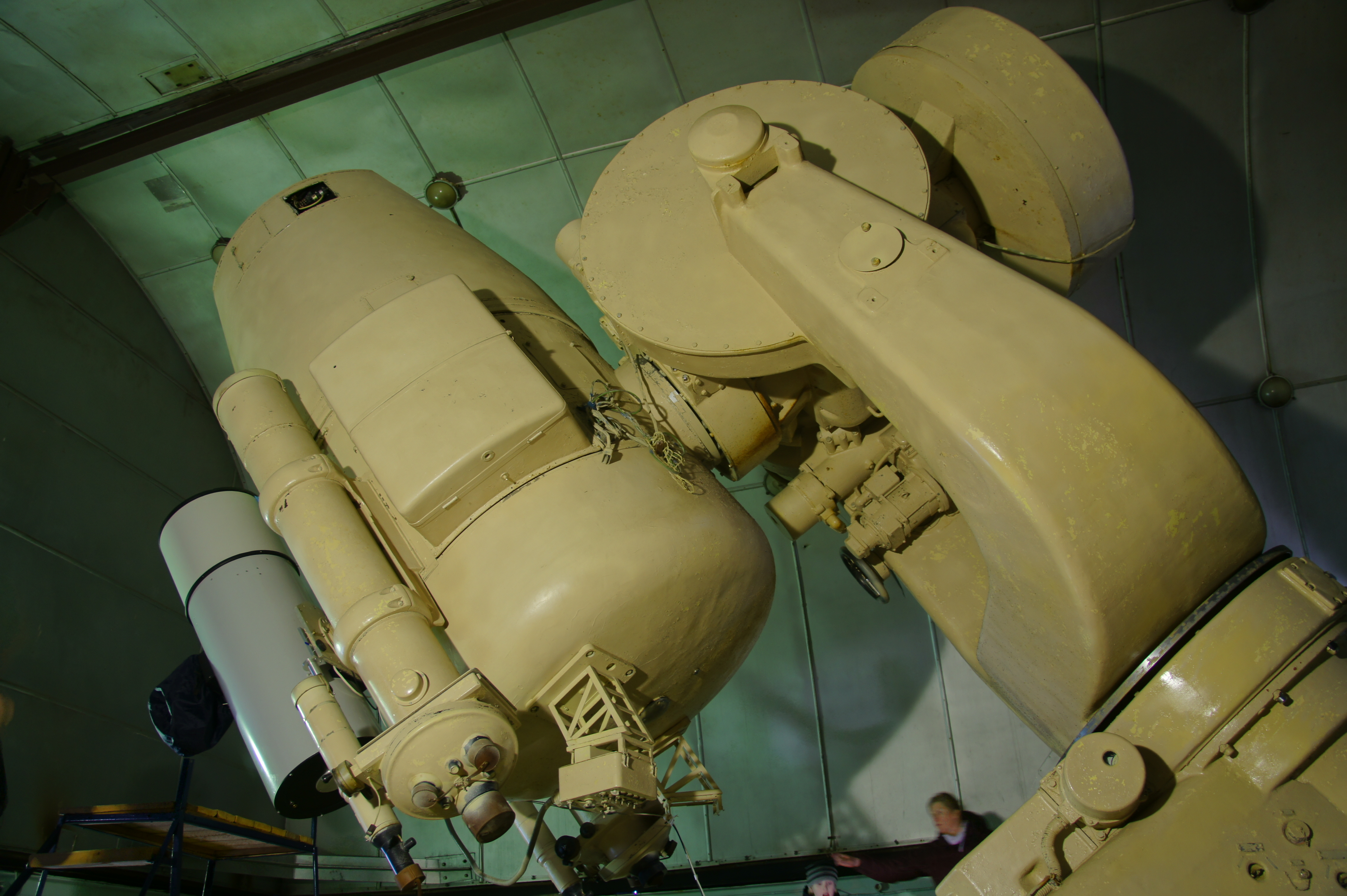
Télescope pour l'observation des satellites.

- Télescope « super-Schmidt » grand angle à grande ouverture, conçu principalement pour l'observation des satellites artificiels de la Terre (système optique : ménisque, D = 500 mm, f = 700 mm).
- Zeiss-600 (système optique : Cassegrain, D = 600 mm, f = 7200 mm).
- Zeiss-400 (astrographe ; système optique : réfracteur, D = 400 mm, f = 2000 mm) ; disponible pour les étudiants.
- Appareil photo automatique AFU-75 (D = 210 mm, f = 736 mm).
- Télémètre laser LD-1 (1978).
- Télémètre laser LD-3 (D = 380 mm, f = 350 mm).
- SBG (système optique : chambre Schmidt, D = 420 mm, f = 770 mm)
- Cinéthéodolite KST-50  (D = 450 mm, f = 3000 mm).
- Tube zénithal photographique FZT-2 (D = 250 mm, f = 3500 mm).
- Récepteur GPS SNR-8000.
- Télescope Schmidt-Cassegrain MEADE LX5 10" (D = 254 mm, f = 2 540 mm) ; destiné aux étudiants.
- Télescope de Hamilton (D = 500 mm, f = 1 250 mm)  + caméra CCD FLI PL09000 (champ de vision : 1,65 x 1,65 degrés) pour l'observation des satellites et débris spatiaux.

## Liens
- Ressource relative à l'astronomie :   - Centre des planètes mineures